# Kassa Mampo
Nagnini Kassa Mampo, né le 12 décembre 1962  à Natitingou, est un syndicaliste béninois et acteur de la société civile. Il est élu secrétaire général de la Confédération syndicale des travailleurs du Bénin (CSTB) en septembre 2017 succédant à Paul Essè Iko.

## Biographie

### Origines et éducation
Nagnini Kassa Mampo naît  dans le village de Bocrona-Pouya à Natitingou dans le  département de l’Atacora au Bénin. Il fréquente l'école de son village natal où il obtient  le Certificat d'Etudes Primaires (CEP)  en 1975. Il poursuit ses études secondaires au Collège d’Enseignement Général 1 de Natitingou où il a le Baccalauréat en 1983.
En 1984, il s'inscrit en physique-chimie  à la Faculté des Sciences Arts et Technique (FAST) de l'Université d'Abomey-Calavi  puis en philosophie où il est titulaire d'une maîtrise.

### Carrière professionnelle
Pendant la période révolutionnaire, il effectue le service patriotique encore appelé le service militaire d’intérêt national au CEG de Djougou. De 1983 à 1984, il y enseigne cumulativement les mathématiques et la physique chimie avec les fonctions de surveillant général adjoint du collège. Il intègre la fonction publique comme agent permanent de l’Etat après son admission à un concours de recrutement des instituteurs bacheliers en 1999. Il devient agent  en service à l’Institut de Recherche et de Formation en Education (INFRE).

## Militantisme syndical
Il s'engage dans le mouvement syndical depuis l'université. Il  est arrêté et emprisonné en mai 1985 après avoir participé à une grève générale des étudiants béninois contre la gouvernance du régime révolutionnaire de Mathieu Kérékou. Après sa libération et l’amnistie de 1989, il milite dans l’association de développement de Natitingou où il  devient secrétaire général. Il se fait encore arrêter en janvier 2013 à la suite d'une manifestation et passe six mois en prison civile de Misérété. Jusqu'en août 2024, Il essuie  neuf arrestations pour des manifestations publiques et se fait libérer chaque fois sous la pression populaire.
Il rejoint l’Organisation pour la Défense des Droits de l’Homme et des Peuples (ODHP) au Bénin et devient le président de la commission des lois et  membre du bureau directeur sous la présidence de Aboubakar Baparape. De secrétaire général départemental de l’Union syndicale départementale (USD) Atacora-Donga, il devient le secrétaire général adjoint de la CSTB le 19 octobre 2013 à Cotonou.
En septembre 2017, il est élu secrétaire général de l'organisation en remplaçant Paul Essè Iko ,,. En 2019, il plaide pour la revalorisation salariale des travailleurs tout en dénonçant l’évaluation des enseignants reversés pour le compte de 2008. Il contredit le gouvernement qui parle d'un test de diagnostic en notifiant qu'il s'agit d'un moyen pour privatiser et précariser le secteur de l'enseignement et estimant que le gouvernement compte se débarraser de certains fonctionnaires par souci de budget.
En tant que secrétaire général de la CSTB, il poursuit le gouvernement du président Talon et l'Assemblée nationale au niveau du comité des libertés syndicales de l’organisation internationale du travail (OIT) pour « violations des droits et des libertés des travailleurs ». Le 25 août  2023, il est reconduit  au poste de secrétaire général de cette organisation syndicale après la prorogation de son premier mandat en 2022,,,.